# Bibiodes sinensis
Bibiodes sinensis är en tvåvingeart som beskrevs av Yang och Guang Yu Luo 1987. Bibiodes sinensis ingår i släktet Bibiodes och familjen hårmyggor. Inga underarter finns listade i Catalogue of Life.